# François Heck
Pour les articles homonymes, voir Heck.
Franz Heck  (né le 6 février 1899 à Gilsdorf, au Luxembourg, et mort le 8 janvier 1977 à Cannes en France) est un coureur cycliste luxembourgeois, professionnel de 1919 à 1928.

## Biographie
Franz Heck est né le 6 février 1899 à Gilsdorf, Luxembourg de François Heck et de Marguerite Heck (née Schuller), dernier d'une famille nombreuse. 
En 1922, il remporte le championnat du Luxembourg de vélo sur piste. En 1923 il finit 2ème de ce même Championnat.
Au début des années 1930, il s'installe à Paris en tant que commerçant.
Divorcé en premières noces de Victorine Heck (née Meyer), il se marie à Paris le 31 décembre 1937 avec Germaine Heck (née Thiebault). Lors de ce mariage, Il légitime sa fille Roberte Gillon (née Thiebault-Heck le 3 août 1923). En 1933, nait un fils, de son union avec Germaine Heck (née Thiebault), Michel Heck, qui meurt de maladie 6 mois plus tard. 
Il meurt à Cannes (Alpes Maritimes) en France le 8 janvier 1977 à l'âge de 77 ans, d'une embolie. Il y est enterré. 

## Palmarès
- 1922
  -  Champion du Luxembourg sur route
- 1923
  - 2e du championnat du Luxembourg sur route